# Negapatão

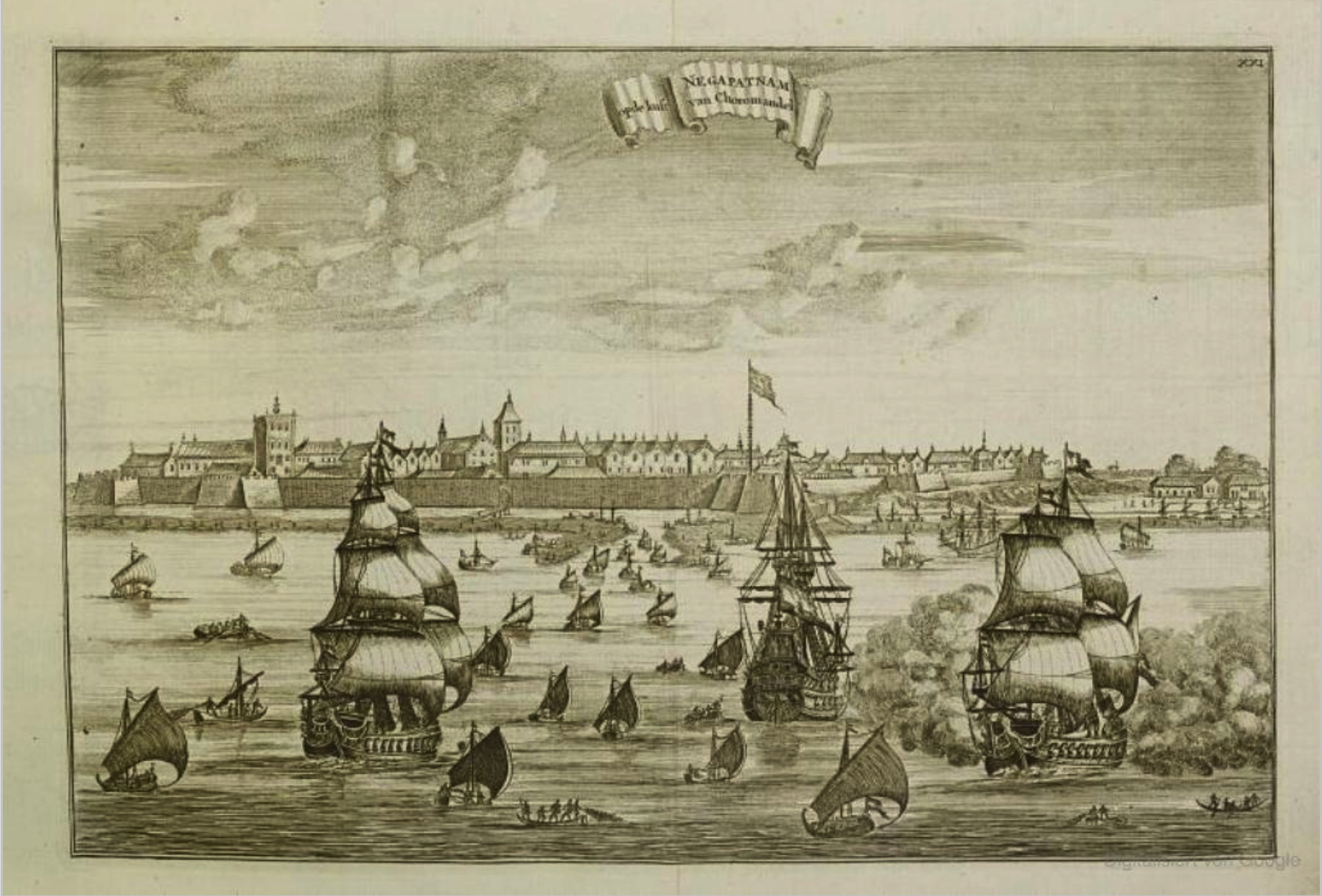
Imagem dos holandeses em Negapatão.

Negapatão (em inglês:  Nagapattinam, também conhecida por Negapatam) foi um antigo território de Portugal entre os anos de 1507 e 1657. Está localizado no Estado de Tâmil Nadu, no sudeste da Índia.